# Mamburao
Mamburao è una municipalità di terza classe delle Filippine, capoluogo della provincia di Mindoro Occidentale, nella regione di Mimaropa.
Mamburao è formata da 15 barangay:
- Balansay
- Fatima (Tii)
- Payompon
- Poblacion 1 (Barangay 1)
- Poblacion 2 (Barangay 2)
- Poblacion 3 (Barangay 3)
- Poblacion 4 (Barangay 4)
- Poblacion 5 (Barangay 5)
- Poblacion 6 (Barangay 6)
- Poblacion 7 (Barangay 7)
- Poblacion 8 (Barangay 8)
- San Luis (Ligang)
- Talabaan
- Tangkalan
- Tayamaan